# Obuwie ortopedyczne
Obuwie ortopedyczne - jest specjalistycznym obuwiem noszonym przez ludzi w celu korekcji lub zapobiegania wadom stóp, odciążenia i ochrony miejsc zmienionych chorobowo oraz kosmetycznego uzupełnienia ubytków tkanek (kalectwa).
Rozróżniamy:
- obuwie profilaktyczne (stosowane w celu zapobiegania zniekształceniom u dzieci)
- obuwie redresyjne, korygujące (stosowane m.in. w leczeniu stopy końsko-szpotawej, stopy wydrążonej)
- obuwie wyrównujące skrócenie (u dzieci umożliwia prawidłowy rozwój kręgosłupa i stawów biodrowych)

Oprócz tego do obuwia ortopedycznego zalicza się wszelkiego rodzaju wkładki ortopedyczne (np. korygujące płaskostopie), ochraniacze, kliny (stosowane m.in. w halluksach).